# Niềm vui của nhà ta
Niềm vui của nhà ta (tiếng Bashkir: Беҙҙең өйҙөң йәме, tiếng Nga: Радость нашего дома) là một truyện vừa khai thác đề tài cuộc sống thường nhật ở các nông trang Soviet của nhà văn Mustay Karim, ra đời năm 1951.